# Korygiełło
Kazimierz Olgierdowicz Korygiełło (ur. po 1350, zm. 16 listopada 1390 w Wilnie) – książę mścisławski, syn wielkiego księcia litewskiego Olgierda i Julianny twerskiej, brat króla Polski Władysława Jagiełły.

## Życiorys
Przyjął chrzest wraz z Jagiełłą w Krakowie 15 lutego 1386 i przybrał imię Kazimierz. Wysłany przez Jagiełłę do obrony Mścisławia, zagrożonego przez atak połączonych sił księcia smoleńskiego Światosława, połockiego Andrzeja Olgierdowica i krzyżaków inflanckich. 29 kwietnia 1386 przybyłe mu z odsieczą wojska Skirgiełły, Lingwena i Korybuta pobiły wojska smoleńskie i zdjęły oblężenie Mścisławia. 
Poległ w czasie obrony Wilna przed wojskami zakonu krzyżackiego, wspierającymi Witolda. Wiele kontrowersji wzbudzają okoliczności śmierci księcia.
Istnieją przypuszczenia, że gdy dostał się do krzyżackiej niewoli, obcięto mu głowę. Inna hipoteza głosi, że krzyżacy sprofanowali zwłoki poległego Korygiełły. Bezsporny pozostaje tylko fakt dekapitacji.
Pochowany został w katedrze wileńskiej.

## Kultura
- W serialu Korona Królów Korygiełłę zagrał Przemysław Kowalski[2].